# Большая Журавка (Саратовская область)
Большая Журавка — село в Аркадакском районе Саратовской области. Административный центр Большежуравского муниципального образования.

## География
Наибольшая высота центра села — 140 метров. Расположено на реке Журавка близ её впадения в реку Хопёр. Ближайший населённый пункт — Красный Яр, находящийся в двух километрах.

## История
В 1749 году в селе был построен Храм во имя святых безсребреников и чудотворцев Космы и Дамиана.  
Престолы: Главный — во имя святых безсребреников и чудотворцев Космы и Дамиана, в приделе — во имя святителя Николая Чудотворца.
Деревянная, с деревянной же колокольней двухпрестольная церковь была построена в селе Журавка Балашовского уезда Саратовской губернии (ныне Большая Журавка) в 1749 году тщанием князя Бориса Александровича Лобанова-Ростовского. Перестроена в 1853 году. В штате причта состояли священник, диакон и псаломщик; священник проживал в церковном доме. В селе была церковная школа. За храмом числились 3115 православных прихожан.
На 1911 год село входит в Балашовский уезд, Баклушинская волость. Согласно «Списку населенных мест Саратовской губернии по сведениям на 1911 год», село Журавка бывшая владельческая г. Лобанова-Ростовцева; число дворов — 302, жителей мужского пола — 1213, женского пола — 1132, всего — 2345.

## Население
| 2002 | 2010 |
| ---- | ---- |
| 551  | ↘380 |

## Уличная сеть
В селе девять улиц: ул. Заречная, ул. Красная, ул. Лесная, ул. Пионерская, ул. Полевая, ул. Пролетарская, ул. Садовая, ул. Советская, ул. Юбилейная.

## Инфраструктура
Имеется отделение «Сбербанка».

## Знаменитые уроженцы
- Агешин, Григорий Севастьянович — Герой Советского Союза
- Кабанов, Владимир Егорович — Герой Советского Союза
- Романов, Алексей Данилович — защитник Брестской крепости. О его жизненной дороге рассказывает короткометражный документальный фильм «Красная тетрадь» (студия  «Беларусьфильм», 1981 год). Он автор книги «Пароль бессмертия» и стихов о Брестской крепости.